# Timbres de Polynésie française 1988
Cet article recense les timbres de Polynésie française émis en 1988 par l'Office des postes et télécommunications (OPT).

## Généralités
Un timbre est émis pour le 30e anniversaire de la mort d'Éric de Bisschop.
Un autre en 2008 pour le 50e anniversaire de sa mort .